# Jim Petersen
Ne doit pas être confondu avec Jim Peterson.
Pour les articles homonymes, voir Petersen.
James « Jim » Richard Petersen, né le 22 février 1962 à Minneapolis, est un joueur puis entraîneur américain de basket-ball.

## Biographie
Le 51e choix de la Draft 1984 de la NBA fait une carrière de joueur correcte avec huit saisons NBA (491 rencontres dont 208 dans le cinq de départ, pour des moyennes de 6,9 points et 4,8 rebonds s), étant même le remplaçant d'Akeem Olajuwon et de Ralph Sampson lors des finales NBA 1986. Il joue aux Rockets de 1984 à 1988, puis s'engage pour les Kings de Sacramento (1988–1989) et les Warriors de Golden State (1989–1992).
Il se reconvertit comme commentateur radio et télévision, puis dans le coaching. Depuis 2009, il est assistant-entraîneur, chargé notamment de l'analyse vidéo, pour l'équipe féminine du Lynx du Minnesota qui remporte les titres WNBA 2011 et 2013.
Il raconte ainsi sa première rencontre avec un autre sélectionné de la draft 1984, John Stockton. Invités à un camp dans le Montana, les deux joueurs se retrouvent pour un-contre-un et Stockton ne cesse d’intercepter la balle dans ses mains, avant qu'il ne soit invité par Bobby Knight à la préparation de l’équipe olympique : « Je n’en croyais pas mes yeux, je me demandais qui était ce mec ! Je n’avais aucune idée de qui il s’agissait, mais bien sûr, je l’ai découvert après ça (...) On a toujours eu un lien très solide par la suite grâce à cette expérience vécue dans le Montana, avant la draft.. »